# Ben 10: Alien Force
Ben 10: Força Alienígena (Ben 10: Alien Force, no original) é uma série de televisão animada estadunidense e a segunda da franquia Ben 10, criada pela equipe da Man of Action — composta por Duncan Rouleau, Joe Casey, Joe Kelly e Steven T. Seagle — e produzida pelo Cartoon Network Studios em Burbank, Califórnia. A série conta com Sam Register como produtor executivo (criador da série Hi Hi Puffy AmiYumi e co-criador de Teen Titans), Glen Murakami como produtor supervisor (também co-criador de Teen Titans), e Dwayne McDuffie como editor de história (produtor de Liga da Justiça sem Limites). A série foi originalmente produzida sob o título de Ben 10: Hero Generation (em tradução livre: Ben 10: Geração de Heróis).[carece de fontes?]
Alien Force é ambientada no mesmo universo fictício da série original, cinco anos após seu fim, e inicialmente acompanha Ben, Gwen e Kevin em busca de Max Tennyson, avô de Ben e Gwen. Max estava investigando atividade alienígena não supervisionada na Terra, levando-o a descobrir um complô da espécie conhecida como Soberanos (Highbreed, no original) para invadir o planeta. O grupo agora deve encontrar outros filhos de Encanadores (Plumbers) com superpoderes para que possam impedir os conquistadores extraterrestres de dominar a Terra.
A animação estreou no Cartoon Network dos Estados Unidos em 18 de abril de 2008, em um especial com as duas partes do primeiro episódio, O Retorno de Ben 10. A série teve um total de 46 episódios divididos entre três temporadas, tendo o seu último episódio sido exibido em 26 de março de 2010. No Brasil, a animação foi ao ar no Cartoon Network brasileiro em 19 de junho de 2009, e exibiu seu último episódio em 26 de setembro de 2010.
A série foi indicada a quatro prêmios no Daytime Emmy Awards, vencendo um deles, na categoria Mixagem de Som — Live-action e Animação.

## Descrição geral

### Enredo
Cinco anos após os acontecimentos da série original, agora com 15 anos de idade, Benjamin Tennyson tem uma vida cotidiana e normal. Depois do fim de suas aventuras, Ben retirou o Omnitrix, cresceu e passou a ser um adolescente confiante; porém, com a desaparição de seu avô, Max Tennyson, Ben resolve utilizar o Omnitrix novamente e embarca em uma busca por Max com a ajuda de sua prima Gwen Tennyson e de seu velho inimigo Kevin Levin. Paralelamente, com a ajuda de descendentes híbridos — metade humano e metade alienígena — de Encanadores — uma organização policial intergalática —, o grupo de Ben precisa impedir os ataques dos DNAliens e de seus mestres, os Soberanos.

### Episódios
Ben 10: Força Alienígena possui três temporadas, sendo as duas primeiras compostas por 13 episódios cada, e a terceira por 20, totalizando 46 episódios.
| Temporada | Temporada | Episódios | Exibição nos Estados Unidos | Exibição nos Estados Unidos | Exibição no Brasil     | Exibição no Brasil     |
| Temporada | Temporada | Episódios | Estreia de temporada        | Final de temporada          | Estreia de temporada   | Final de temporada     |
| --------- | --------- | --------- | --------------------------- | --------------------------- | ---------------------- | ---------------------- |
|           | 1         | 13        | 18 de abril de 2008         | 31 de agosto de 2008        | 19 de junho de 2009    | 4 de setembro de 2009  |
|           | 2         | 13        | 10 de outubro de 2008       | 27 de março de 2009         | 11 de setembro de 2009 | 13 de outubro de 2009  |
|           | 3         | 20        | 11 de setembro de 2009      | 26 de março de 2010         | 7 de março de 2010     | 26 de setembro de 2010 |

## Elenco principal

### Protagonistas
- Yuri Lowenthal como Benjamin Kirby "Ben" Tennyson,[1][6][7][8] o herói titular e principal protagonista da série. Cinco anos depois dos eventos da série original, Ben vive uma vida normal sem o Omnitrix. No entanto, com a aparição dos DNAliens, ele volta a usar o dispositivo, agora recalibrado e com novos alienígenas, equanto tenta encontrar seu avô Max Tennyson. As vozes das versões alienígenas de Ben são, em maioria, originalmente feitas por Dee Bradley Baker.[6] No Brasil, Ben é dublado por Charles Emmanuel na sua forma humana,[9][10][11] enquanto vários outros dubladores dão voz às suas formas alienígenas.[12]
- Ashley Johnson como Gwendolyn "Gwen" Tennyson,[1][6][7][8] prima de Ben e proficiente no uso de magia (posteriormente explicado como mana). Gwen acompanha Ben na busca pelo avô. Os dois primos são acompanhados por Kevin Levin, por quem Gwen gradualmente desenvolve um interesse romântico. No Brasil, é dublada por Ana Lúcia Menezes.[10][11][12]
- Greg Cipes como Kevin Ethan Levin,[1][6][7][8] um antigo inimigo de Ben que passou anos no Nulificador, uma dimensão-prisão paralela. Ben e Gwen o reencontram em uma negociação de contrabandeio de tecnologia alienígena. Inicialmente motivado por interesses pessoais, Kevin envolve-se na trama dos Soberanos, juntando-se ao grupo de Ben e Gwen, pela qual acaba desenvolvendo um interesse romântico mútuo. Ele agora possui a habilidade de absorver materiais, fazendo com que seu corpo adquira suas propriedades físicas e químicas. No Brasil, ele é dublado por Duda Espinoza.[10][12][13]
- Vyvan Pham como Julie Yamamoto,[6][7][8] uma jovem jogadora de tênis e o interesse romântico de Ben. Em um encontro com Ben, Julie adota um mechamorpo de estimação chamado Ship, pertencente à mesma espécie do alienígena Ultra T, no qual Ben se transformava na série original. No Brasil, ela é dublada por Victoria Ficher.[12]
- Paul Eiding como Max Tennyson,[6][7][8] um membro aposentado dos Encanadores e avô de Ben e Gwen. Ele desaparece ao investigar a trama dos Soberanos, deixando apenas mensagens enigmáticas para Ben encontrar. Em Max Desligo, reúne-se brevemente com seus netos, sacrificando-se para destruir uma fábrica dos Soberanos. Ele então é presumido morto pelo grupo que segue sua jornada para derrotar os invasores extraterrestres. No Brasil, é dublado por Júlio Chaves.[10][12]

### Vilões
- Soberanos: Os Soberanos acreditam ser a raça mais pura de todas as espécies, e pretende limpar a galáxia de formas de vida inferiores. A Terra é seu alvo atual. Mais tarde é revelado que eles estão morrendo, perdendo sua resistência às doenças devido à endogamia pesada, e que pretendem destruir o resto do universo com eles.
- DNAliens: Híbridos de humanos e alienígenas, que servem aos Soberanos, os DNAliens são capazes de disfarçar-se como seres humanos usando máscaras de identidade especiais.
- Cavaleiros Eternos: Uma organização secreta que tem trabalhado em segredo, desde sua formação, na Idade Média. Os Cavaleiros Eternos negociam, tecnologia alienígena com qualquer um que quiser, até mesmo os Soberanos.
- Yuri Lowenthal como Albedo,[7] um Galvaniano que já foi assistente de Azmuth, o criador do Omnitrix. Albedo construiu uma cópia do Omnitrix — inferior ao original, segundo Azmuth — e devido às configurações dela, sua forma padrão é a de um humano, mais especificamente o mesmo corpo de Ben, em que ficou preso. Albedo deseja então roubar o Omnitrix original para que possa voltar à sua forma Galvaniana.[ep 3] Assim como na versão original em inglês, em que é dublado por Yuri Lowenthal (mesma voz de Ben Tennyson), Albedo é dublado em português brasileiro por Charles Emmanuel, o mesmo dublador de Ben.[12]
- James Remar como Vilgax,[8][14] o vilão principal da série original, que retorna na 3.ª temporada de Força Alienígena, desafiando Ben em um duelo pelo destino da Terra; após ser derrotado, Vilgax é banido permanentemente do planeta.[ep 4][ep 5]

### Dublagem
A dublagem brasileira foi feita pelo estúdio Cinevideo, localizado no Rio de Janeiro, e com direção de Aline Ghezzi.

## Desenvolvimento

### Influências
O programa possui vários aspectos inspirados pela cultura popular, incluindo seus personagens. Como exemplos, o Professor Paradoxo — um viajante do tempo que luta contra monstros e inimigos que possam vir a danificar a história — faz alusão ao personagem do Doutor da série de televisão britânica Doctor Who; já a avó alienígena de Ben e Gwen, Verdona, é baseada na personagem Endora do seriado americano Bewitched. O terceiro episódio da primeira temporada, Tempo Fechado, transcorre em uma plantação cheia de círculos feitos pelos DNAliens; na cultura popular de teorias de conspiração, círculos em plantações são associados à suposta atividade alienígena.

## Omnitrix
Nos anos que transcorreram entre Ben 10 e Ben 10: Força Alienígena, Ben removeu o Omnitrix; quando ele coloca-o novamente, o dispositivo é recalibrado em uma forma mais parecida com a de um relógio, renovando sua seleção primária de alienígena. Além disso, a interface do Omnitrix para a seleção de espécies é holográfica, diferentemente da série original, em que era através de silhuetas. Inicialmente, Ben não consegue se transformar em alienígenas anteriores à recalibração, mas possui um controle mais estável do artefato, conseguindo se transformar de fato no alienígena que deseja.
Agora, Ben mantém os ferimentos sofridos por suas formas alienígenas. Ben também é agora capaz de alternar entre as formas alienígenas, e voltar a sua forma humana por vontade, sem a intervenção do tempo de dez minutos ou mais, embora, eventualmente, o seu poder irá esgotar e Ben voltará ao seu estado original e não pode se transformar até o relógio for totalmente recarregado. Além das novas funções que tem sido dito, o Omnitrix tem a capacidade de reparação de danos genéticos, como a provocada pela mutação DNAlien. Ele usa uma função do discurso inédito para informar Ben desta função com uma voz. Além disso, parece que o novo Omnitrix desativado do pulso que é enviado sempre que alguém tenta remover o Omnitrix do usuário. Também é equipado com um programa de tradução, o que explica que Ben foi capaz de se comunicar e conversar com as diferentes espécies exóticas que já encontrou até agora, também possui um novo comando por voz. O Omnitrix também atua como um emblema dos Encanadores com comunicações para outros emblemas e um mapa mostrando outros Encanadores.
Azmuth revelou que o Omnitrix contém o DNA de todas as espécies sencientes na galáxia, totalizando 1.000.903. Ele o compara com a Arca de Noé, em que ele não poderia restaurar esses 1.000.903 espécies, se eles nunca forem extintas. Se um segundo Omnitrix for criado, e se vier em grande proximidade com o outro, ele irá resultar em uma explosão catastrófica que iria destruir todo o universo. Além disso, se o Omnitrix é cortado, pode resultar em algumas das espécies dentro dele escapar, embora, ao contrário do Fantasmático, que conseguiu manter a inteligência e motivação, os alienígenas que fugiram são praticamente irracionais e aparentemente limitados a funcionar em puro instinto animal.
É revelado no episódio "Primus", que o Omnitrix na verdade não contém nenhum DNA alienígena, mas na verdade é um dispositivo sem fio que se conecta ao fluxo do planeta Primus, que contém todo o DNA de todas as espécies sencientes na galáxia.

### Alienígenas
| N° | Nome         | Nome          | Nome            | Nome da espécie   | Notas                                                              |
| -- | ------------ | ------------- | --------------- | ----------------- | ------------------------------------------------------------------ |
| 1  | Goop         | Gosma         | Gosma           | Polymorpho        |                                                                    |
| 2  | Swampfire    | Fogo Fátuo    | Fogo do Pântano | Methanosiano      | No Brasil, nos primeiros episódios ele é chamado de Fogo Selvagem. |
| 3  | Chromastone  | Cromático     | Cromático       | Crystalsapien     |                                                                    |
| 4  | Big Chill    | Friagem       | Calafrio        | Necrofriggiano    | No Brasil, nos primeiros episódios ele é chamado de Calafrio.      |
| 5  | Humungousaur | Enormossauro  | Enormossauro    | Vaxasauriano      |                                                                    |
| 6  | Brainstorm   | Artrópode     | Artrópode       | Cerebrocrustacean |                                                                    |
| 7  | Jetray       | Arraia-a-Jato | Arraia-a-Jato   | Aerophibio        |                                                                    |
| 8  | Spidermonkey | Macaco-Aranha | Macaco-Aranha   | Aracnachimp       |                                                                    |
| 9  | Echo Echo    | Eco Eco       | Eco Eco         | Sonorosiano       |                                                                    |
| 10 | Alien X      | Alien X       | Alienígena X    | Sapien Celestial  |                                                                    |

| N°                        | Nome        | Nome           | Nome da espécie    | Notas                                                                  |
| ------------------------- | ----------- | -------------- | ------------------ | ---------------------------------------------------------------------- |
| 25                        | Cannonbolt  | Bala de Canhão | Pelarota Arburiano | DNA desbloqueado pelo Controle Mestre em "Guerra dos Mundos - Parte 2" |
| 25                        | Upchuck     | Glutão         | Gourmand           | DNA desbloqueado pelo Controle Mestre em "Guerra dos Mundos - Parte 2" |
| 25                        | Way Big     | Gigante        | To'kustar          | DNA desbloqueado pelo Controle Mestre em "Guerra dos Mundos - Parte 2" |
| 27                        | Diamondhead | Diamante       | Petrosapien        | DNA desbloqueado com a regeneração de Cromático                        |
| 31                        | Lodestar    | Estrela Polar  | Biosovortiano      | Seu holograma é visto no final de "Guerra dos Mundos - Parte 2"        |
| 36                        | Ghostfreak  | Fantasmático   | Ectonurita         | DNA do Zs'Skayr.                                                       |
| 39                        | Rath        | Irado          | Appoplexiano       | Desbloqueado por um mal-funcionamento no Omnitrix causado por Tiffin.  |
| Ben 10 Invasão Alienígena | Nanomech    | Nanomech       | Nanochip Híbrido   | Desbloqueado pela Rainha.                                              |

## Outras mídias

### Jogos eletrônicos
A Monkey Bar Games desenvolveu Ben 10: Alien Force, um jogo de plataforma de ação tridimensional. O jogo foi distribuído pela D3 Publisher e lançado para as plataformas PlayStation 2, Nintendo DS, Wii e PSP. Além dos personagens de jogar como Ben, Gwen ou Kevin, a jogabilidade central do jogo são as transformações alienígenas de Ben: para todas as plataformas é possível se transformar no Fogo Fátuo e no Enormossauro; a versão para Nintendo DS inclui Cromático, Eco e Gosma, enquanto que as outras versões incluem Friagem, Macaco-Aranha e Arraia-a-Jato. O jogo foi lançado para PlayStation 2, Nintendo DS, Wii e PSP em 28 de outubro de 2008.
Um segundo jogo da série, Ben 10 Alien Force: Vilgax Attacks, foi também distribuído pela D3 Publisher e lançado para as plataformas Xbox 360, Wii, Playstation 2, Nintendo DS e PSP; enquanto a versão para Nintendo DS foi desenvolvida pela 1st Playable Productions, todas as outras versões foram desenvolvidas pelo Papaya Studio. Assim como o primeiro jogo, Vilgax Attacks é um jogo de plataforma de ação tridimensional em que o protagonista, Ben Tennyson, pode se transformar em suas formas alienígenas para realizar tarefas específicas enquanto combate inimigos; nesse jogo, são acessíveis os seguintes dez alienígenas: Fogo Fátuo, Friagem, Macaco-Aranha, Enormossauro, Gosma, Artrópode, Eco Eco, Cromático, Arraia a Jato e Bala de Canhão. O jogo foi lançado em 27 de outubro de 2009.

### Filme
Um filme de ação live-action baseado na série, intitulado Ben 10: Alien Swarm (Ben 10: Invasão Alienígena, no Brasil), foi anunciada pelo Cartoon Network em 2008. É o segundo filme live-action baseado na franquia, depois de Ben 10: A Corrida Contra o Tempo. Um primeiro trailer foi exibido em 3 de outubro de 2008, durante a estreia de Star Wars: The Clone Wars. Um trailer completo foi exibido posteriormente, após o final da 2.ª temporada em 27 de março de 2009, sendo seguido por outro durante a estreia da 3.ª temporada em 11 de setembro de 2009, desta vez mostrando uma prévia do Enormossauro no filme. Dirigido pelo mesmo diretor de A Corrida Contra o Tempo, Alex Winter, o elenco do filme inclui Ryan Kelley como Ben, Nathan Keyes como Kevin, e Galadriel Stineman como Gwen. Lee Majors foi oferecido para reprisar seu papel como o Vô Max, mas ele se recusou; ele então foi substituído por Barry Corbin. O filme também apresenta Alyssa Diaz como uma nova personagem, Elena, uma amiga de infância de Ben.
O filme foi lançado em 25 de novembro de 2009 nos Estados Unidos, e em 27 de novembro de 2009 no Brasil.

### Sequência
Ben 10: Supremacia Alienígena (Ben 10: Ultimate Alien, em inglês), uma série sequência de Alien Force, estreou no Cartoon Network dos Estados Unidos em 23 de abril de 2010, e foi ao ar no Cartoon Network do Brasil em 10 de outubro do mesmo ano. Nessa que é a terceira série da franquia, Ben tem sua identidade revelada ao mundo e continua a lutar contra o mal como um super-herói. Após os eventos de A Batalha Final, Ben passa a utilizar o Superomnitrix (Ultimatrix, em inglês) para se transformar em alienígenas; ele é um dispositivo semelhante ao Omnitrix original, mas que também pode evoluir os alienígenas para a sua forma mais poderosa.

## Recepção

### Prêmios e indicações
| Ano  | Premiação                          | Categoria                               | Nomeação para                                  | Resultado |
| ---- | ---------------------------------- | --------------------------------------- | ---------------------------------------------- | --------- |
| 2009 | 36.ª Edição do Daytime Emmy Awards | Programa Animado de Classe Especial     | Ben 10: Alien Force                            | Indicado  |
| 2009 | 36.ª Edição do Daytime Emmy Awards | Edição de Som — Live-action e Animação  | Robert Hargreaves                              | Indicado  |
| 2009 | 36.ª Edição do Daytime Emmy Awards | Mixagem de Som — Live-action e Animação | Robert Serda, Robert Hargreaves e John Hegedes | Venceu    |

### Episódios
1. ↑  Roteirista(s): Dwayne McDuffie. «O Retorno de Ben 10, Parte 1». Ben 10: Força Alienígena. Temporada 1. Episódio 1
2. ↑  Roteirista(s): Dwayne McDuffie. «O Retorno de Ben 10, Parte 2». Ben 10: Força Alienígena. Temporada 1. Episódio 2
3. ↑  Roteirista(s): Matt Wayne. «Imitação Barata». Ben 10: Força Alienígena. Temporada 2. Episódio 3
4. ↑  Roteirista(s): Matt Wayne. «A Vingança De Vilgax, Parte 1». Ben 10: Força Alienígena. Temporada 3. Episódio 1
5. ↑  Roteirista(s): Matt Wayne. «A Vingança De Vilgax, Parte 1». Ben 10: Força Alienígena. Temporada 3. Episódio 2
6. ↑  Roteirista(s): Dwayne McDuffie. «Tempo Fechado». Ben 10: Força Alienígena. Temporada 1. Episódio 3
7. ↑  Roteirista(s): Dwayne McDuffie. «A Batalha Final, Parte 1». Ben 10: Força Alienígena. Temporada 3. Episódio 45
8. ↑  Roteirista(s): Dwayne McDuffie. «A Batalha Final, Parte 2». Ben 10: Força Alienígena. Temporada 3. Episódio 46
9. ↑  Roteirista(s): Dwayne McDuffie. «Fama». Ben 10: Supremacia Alienígena. Temporada 1. Episódio 1